# Marisha Ray
Marisha Ray est une actrice américaine spécialisée dans le doublage de dessins animés et de jeux vidéos, née le 10 mai 1989 dans le Kentucky, États-Unis.
Elle est particulièrement connue pour son travail dans Critical Role, comme actrice et directrice artistique ; ainsi que le doublage de Margaret dans la série Persona, ainsi que son rôle dans Super Power Beat Down.

## Biographie

### Études
Vers l'âge de sept ans, sa mère l’inscrit à des cours de danse qui occupent son emploi du temps six jours par semaine. Plus tard, elle y ajoute des cours de théâtre à l'Actors Theatre of Louisville (Théâtre des Acteurs de Louisville).
Après le lycée, Marisha Ray abandonne la danse et souhaite se spécialiser dans le monde du spectacle : elle commence par intégrer une école des arts du spectacle, mais quitte l'école un an plus tard à l'âge de 19 ans à la suite d'une proposition de son agent, qui l'envoie à Los Angeles, où elle commence sa carrière.

### Carrière
Marisha Ray déménage à Los Angeles en 2008, pendant la grande grève de la Writers Guild of America. Le contexte étant très difficile pour le monde du divertissement en général, elle effectue d'abord des petits boulots, notamment du démarchage électoral pour l'élection présidentielle de 2008. Elle commence ensuite à faire des spectacles de rue sur Hollywood Boulevard en faisant des claquettes pendant une courte période, puis en se déguisant en Poison Ivy et en Fée Clochette,.
Elle s'inscrit à des cours d'improvisation, et une connaissance l'oriente vers un groupe de scénaristes et d'acteurs (dans lequel elle rencontre son futur époux Matthew Mercer) qui lui donnent l'impulsion de se diriger vers la création de contenu et la production de web-séries, notamment Batgirl: Spoiled, où elle est scénariste, productrice et actrice en 2012. L'année suivante, elle obtient un des rôles central de sa carrière : Laura S. Arsei dans The Legend of Heroes: Trails of Cold Steel. Elle décroche le rôle de Margaret dans la saga Persona en 2014.
Son timbre de voix lui permet prêter sa voix à des personnages féminins plutôt belliqueuses, comme par exemple des stormtroopers dans Star Wars Battlefront et Diamond Dog Soldier dans Metal Gear Solid V: The Phantom Pain.
Après le lancement sur le web de Critical Role, Marisha Ray devient productrice pour la chaine youtube Geek & Sundry, en étant directement nommée sur Signal Boost!. Elle participe ensuite à des nombreuses autres productions de la chaîne, notamment en co-animant Key Questions, et en jouant dans Sagas of Sundry. Marisha Ray devient la directrice artistique de Geek & Sundry le 28 juillet 2017, puis quitte le poste en 2018 lorsque Critical Role Productions se sépare de la chaîne d'origine.
Depuis 2019, Marisha Ray est la directrice artistique de Critical Role Productions,. En février 2022, le magazine Polygon note qu'elle « contribué à faire de Critical Role la société multimédia tentaculaire qu'elle est aujourd'hui (...). Lors de ses interview et apparitions dans les médias (...), Ray semble maîtriser l'orchestre, prenant régulièrement des décisions difficiles qui ont un impact sur l'ensemble de la société. ».

### Vie privée
Marisha quitte sa région natale en 2008 pour déménager à Los Angeles où elle réside encore.
Elle se marie avec Matthew Mercer le 21 octobre 2017.
En 2018, lors de son interview avec Brian W. Foster dans Between the Sheets, Marisha révèle avoir été victime d'une agression sexuelle pendant ses études, et utilise cette expérience pour parler des conséquences psychologiques et sociales de ce type d'agression sur les victimes. Par ailleurs, elle discute en 2021 du harcèlement moral sur internet dont elle est victime dans son interview avec Philip De Franco.

## Filmographie[10]
2022: The Legend of Vox Machina: Keyleth (voix)
- 2022: The Legend of Vox Machina : Keyleth
- 2020-2021: Narrative Telephone
- 2020: The Last of Us II: doublage anglais
- 2020: World of Warcraft: Shadowlands: doublage anglais
- 2019: UnDeadwood: Arabella Whitlock
- 2019: Far Cry New Dawn: doublage anglais
- 2018: Fallout 76: Eugenie / wastelanders (DLC)
- 2018: Lego DC Super-Villain: Cheshire (voix)
- 2018: Death's Gambit : Ash (voix)
- 2018: Pillars of Eternity II: Deadfire: Keyleth / Miranda (voix)
- 2018: Persona 3: Dancing Moonlight : Margaret (voix)
- 2018: Far Cry 5: doublage anglais
- 2018: Metal Gear Survive: Player / Miranda (voix)
- 2018-2021: Vampire: The Masquerade : LA by Night: Ellenore
- 2017: Fire Emblem Warriors: Oboro (voix)
- 2017: Fire Emblem Heroes: Effie / Mikoto / Oboro / Shanna (voix)
- 2017: Saga of Sundry: Abigail
- 2017: Final Fantasy XV: Comrades : Jeanne Labreigh (voix)[8]
- 2017: The Legend of Heroes: Trails of Cold Steel III: Laura S. Arseid (voix)
- 2017: Warmachine: Capitaine Victoria Haley (voix) (court-métrage)
- 2017: Friday the 13th: the game: A.J. Mason (voix)
- 2016: Riders of Icarus: Linetta (voix)
- 2015: Fire Emblem Fates: Mikoto / Effie / Oboro (voix)
- 2015: Star Wars Battlefront: doublage anglais
- 2015: Metal Gear Solid V : The Phantom Pain: Diamond Dog Soldier (voix)
- Depuis 2015: Critical Role: Keyleth / Beauregard / Laudna
- 2014: Persona Q: Shadow of the Labyrinth : Margaret (voix)
- 2014: Persona 4: Arena Ultimax: Margaret (voix)
- 2013: School of Thrones: Melisandre
- 2013: The Legend of Heroes: Trails of Cold Steel : Laura S. Arsei
- 2012-2013: Batgirl Spoiled: Batgirl / Stephanie Brown
- 2010-2013: 8.13: Sonia Pierce

## Récompenses
Marisha Ray remporte en 2011 le prix Outstanding Achievement Award pour meilleure scénariste d'horreur, de science-fiction et de fantasy. En 2013, elle remporte le prix groupé Outstanding Achievement Award pour la série 8.13.